# Lagerstroemia balansae
Lagerstroemia balansae är en fackelblomsväxtart som beskrevs av Emil Bernhard Koehne. Lagerstroemia balansae ingår i släktet Lagerstroemia och familjen fackelblomsväxter. Inga underarter finns listade i Catalogue of Life.